# 黒川泰孝
黒川 泰孝（くろかわやすたか、1977年7月16日 - ）は、日本の建築家。
東京都生まれ。2000年日本大学理工学部建築学科卒業。2002年日本大学大学院修士課程修了。2002年、馬場兼伸と一級建築士事務所「メジロスタジオ」を設立する。
2000年、うつくしま未来博「エコファミリーハウス国際設計コンペ」で最優秀賞を受賞する。
小泉雅生と「アシタノイエ」で、2007年日本建築学会作品選奨受賞。
そのほかの作品に「LIQUID COURT HOUSE」、「白州山荘」、「ドルチェ&ガッバーナ・ショーウィンドウ」などがある。